# Nanni
Nanni  è un nome proprio di persona italiano maschile.

## Varianti
- Maschili: Nani
  - Alterati: Nannino[3]
- Femminili: Nanna[1][3]
  - Alterati: Nannina[3], Nannarella[3]

## Origine e diffusione
Analogamente a Gianni e Vanni, rappresenta una forma ipocoristica del nome Giovanni. Le forme femminili possono inoltre costituire un ipocoristico di altri nomi terminanti in -anna, come Arianna e Anna.

## Onomastico
L'onomastico si festeggia lo stesso giorno di Giovanni.

## Persone

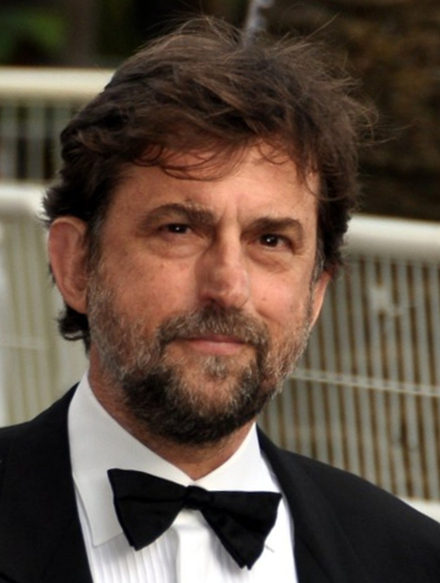
Nanni Moretti

- Nanni di Baccio Bigio, architetto italiano
- Nanni di Banco, scultore italiano
- Nanni di Bartolo detto il Rosso, scultore italiano
- Nanni Baldini, attore, doppiatore e dialoghista italiano
- Nanni Balestrini, poeta e scrittore e saggista italiano
- Nanni Cagnone, poeta e scrittore italiano
- Nanni Loy, regista, sceneggiatore e attore italiano
- Nanni Moretti, regista, attore, sceneggiatore e produttore cinematografico italiano
- Nanni Ricordi, produttore discografico italiano
- Nanni Svampa, cantante, scrittore e attore italiano
- Nanni Tamma, attore italiano

### Varianti femminili
- Nannina de' Medici, figlia di Piero il Gottoso